# Confederación Deportiva y Comité Olímpico y Paralímpico Noruego
La Confederación Deportiva y Comité Olímpico y Paralímpico Noruego (en noruego: Norges idrettsforbund og olympiske og paralympiske komité) es el comité olímpico y comité paralímpico nacional que representa a Noruega. Esta organización es la responsable de las actividades deportivas olímpicas y paralímpicas en el país. Es miembro del Comité Olímpico Internacional, Comité Paralímpico Internacional, Comités Olímpicos Europeos y del Comité Paralímpico Europeo.